# Cool Runnings
Cool Runnings (conocida como Jamaica bajo cero en Latinoamérica y como Elegidos para el triunfo en España) es una película estadounidense de comedia de 1993 dirigida por Jon Turteltaub. Está basada en la historia verídica de la participación del equipo jamaiquino de bobsleigh en los Juegos Olímpicos de Calgary 1988.

## Argumento
Irving Blitzer (John Candy) es un medallista de bobsleigh estadounidense en los Juegos Olímpicos de Invierno 1968, que terminó primero en dos eventos de los Juegos Olímpicos de Sapporo 1972 pero que fue descalificado por hacer trampa y se retiró a Jamaica donde lleva una vida como apostador.
Después de 16 años, es contactado por el velocista Derice Bannock (Leon Robinson), quien no pudo clasificarse para los Juegos Olímpicos de Seúl 1988, y su mejor amigo, el corredor de carritos caseros Sanka Coffie (Doug E. Doug), para utilizar su experiencia previa como entrenador y formar el primer equipo jamaiquino de trineo para competir en los Juegos Olímpicos de Invierno. Blitzer al principio no se muestra muy convencido, pero acepta. Juntos buscan a los faltantes: Junior Bevil, (Rawle D. Lewis), hijo de un importante hombre de negocios, y el rudo Yul Brenner (Malik Joba).
Blitzer los entrena para clasificarse a las olimpiadas; las cosas se complican y se ponen más difíciles ya que no solo les niegan apoyo de empresas y su Comité Olímpico sino que deben enfrentar las burlas, indiferencias y oposición de su país así como de los grandes competidores y directivos que forman parte de los Juegos Olímpicos.
La película está inspirada en la participación de Jamaica en las Olimpiadas de Invierno de 1988 en Calgary, Alberta, Canadá, suceso que se convirtió en uno de los hechos más aplaudidos en la historia de los Juegos de Invierno, que llegó a ensombrecer a las grandes figuras.

## Reparto
- Leon Robinson como Derice Bannock.
- John Candy como Irving "Irv" Blitzer.
- Doug E. Doug como Sanka Coffie.
- Rawle D. Lewis como Junior Bevil.
- Malik Yoba como Yul Brenner.
- Charles Hyatt como Whitby Bevil.
- Raymond J. Barry como Kurt Hemphill.
- Peter Outerbridge como Josef Grool.
- Paul Coeur como Roger.
- Larry Gilman como Larry.

## Producción
Al principio la productora intentó conseguir para los roles protagonistas a actores de mucho éxito como Denzel Washington, Eddie Murphy, Wesley Snipes y Marlon Wayans. Ninguno aceptó.

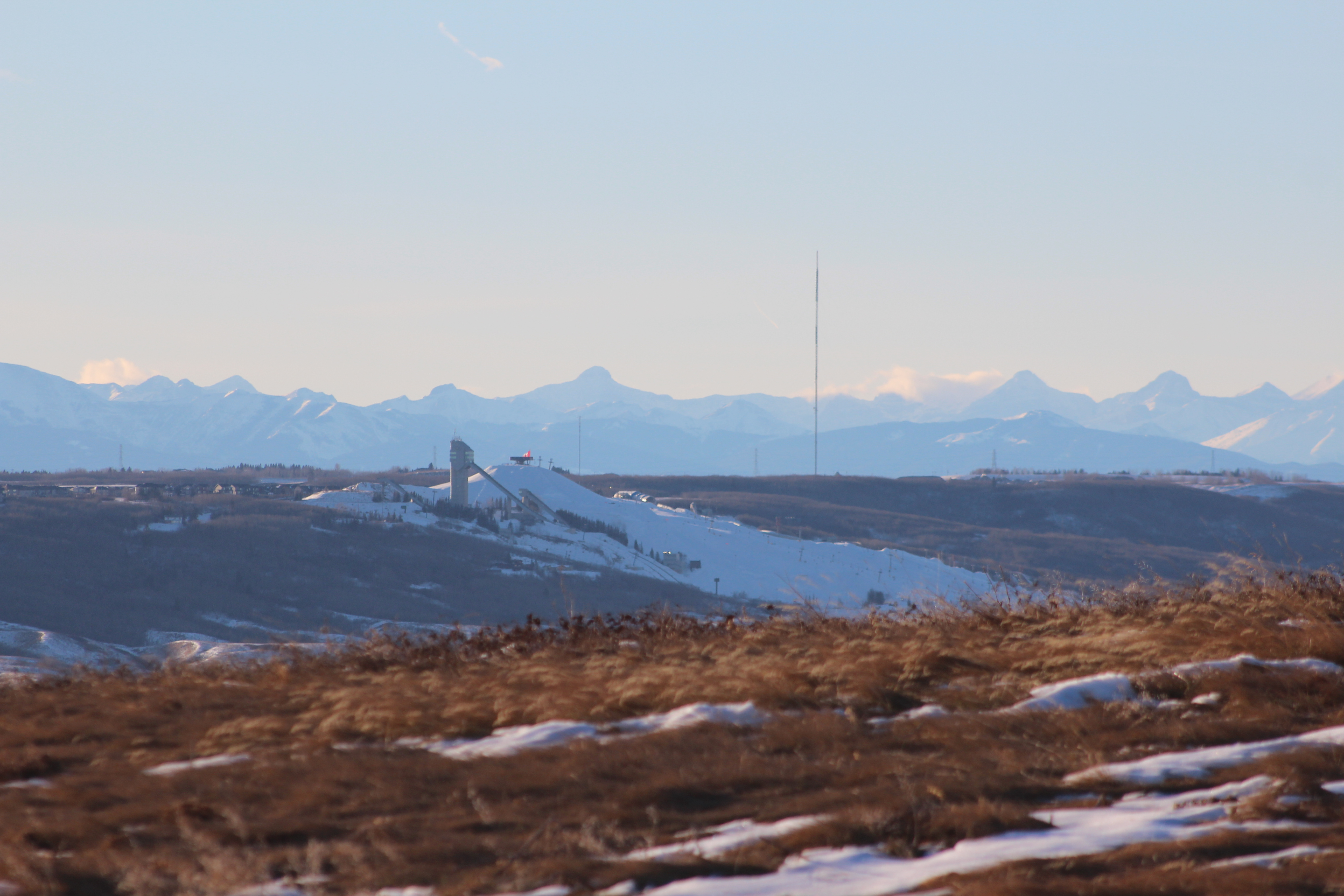
La película se filmó en Calgary, Canadá durante la celebración de los Juegos Olímpicos de Calgary 1988.

## Recepción
La producción tuvo una buena acogida del público aunque podría haber sido mayor, si alguno de los actores de mucho éxito hubiese participado.

## Diferencias entre el filme y la historia real
- En el filme Derice es quien promueve la idea de crear un equipo de trineo, mientras que en la realidad se les ocurre a George Fitch y William Maloney, dos empresarios estadounidenses con intereses en Jamaica, después de ver el Pushcart Derby (competencia de carritos).

- En la película, muchos corredores se interesan por el trineo, pero abandonan al saber los riesgos del deporte; eso es una verdad a medias, en la realidad los corredores de Jamaica no parecían muy interesados en la idea de Fitch y Maloney, la consideraban una locura.

- En el filme se observa que el equipo de trineo se conforma con atletas, mientras que el equipo real se conformó por militares.

- Los miembros del equipo en la película son Derice Bannock, Junior Bevil, Yul Brenner y Sanka Coffie; entrenados por Irving Blitzer, excompetidor y medallista ficticio de la Olimpiada de 1972 que fue descalificado por hacer trampa. En la vida real los miembros eran: El coronel Ken Barnes (quien ayudó a crear el primer equipo nacional de bobsleigh de Jamaica), el teniente Devon Harris, el capitán Dudley Stokes, el soldado Michael White y el ingeniero Samuel Clayton; los cuales fueron entrenados por Howard Siler, un veterano bobsledder que había competido representando a Estados Unidos y fue medallista de bronce en el Campeonato Mundial de la especialidad de 1969.

- En la película el equipo se accidenta al volcarse su trineo durante el último día de competencia, se levantan y cargan el trineo hasta la meta, aplaudidos por todos. En la historia real, los espectadores junto con el equipo cargaron el trineo hasta la meta.

## Banda Sonora
| N.º | Título                       | Duración |  |
| 1.  | «Wild Wild Life»             | 3:36     |  |
| 2.  | «I Can See Clearly Now»      | 3:16     |  |
| 3.  | «Stir It Up»                 | 3:49     |  |
| 4.  | «Cool Me Down»               | 3:50     |  |
| 5.  | «Picky Picky Head»           | 4:10     |  |
| 6.  | «Jamaican Bobsledding Chant» | 4:16     |  |
| 7.  | «Sweet Jamaica»              | 3:51     |  |
| 8.  | «Dolly My Baby»              | 3:32     |  |
| 9.  | «The Love You Want»          | 3:59     |  |
| 10. | «Countrylypso»               | 2:48     |  |
| 11. | «The Walk Home»              | 4:37     |  |
| 12. | «Rise Above It»              | 3:32     |  |

## Premios y nominaciones
- Premios BMI (1994): Un premio
- Premios Artios (1994): Una nominación
- Premios Young Artist (1994): Una nominación
- Premio Golden Screen (1995): Ganado